# Рагнардрапа
«Рагна́рдра́па» или «Дра́па о Рагна́ре» (др.-сканд. Ragnarsdrápa) — драпа, написанная в IX веке в честь скандинавского героя Рагнара Лодброка. Поэма сохранилась в Младшей Эдде, где цитируется 5 строф из поэмы. Авторство приписывается наиболее раннему известному нам скальду Браги Боддасону, который жил в IX веке и писал при дворе шведского короля Бьёрна у Насыпи. Поэма описывает сцены из скандинавской мифологии, изображенные на щите, который был дан скальду Рагнаром. В стансах описано следующие:
- нападение Хамдира и Сорли на короля Ёрмунрекка (др.-сканд. Jörmunrekkr)
- нескончаемая битва Хедина и Хёгни
- Тор рыбачит на Ёрмунганда
- Гефьён отпахивает остров Зеланд от Швеции

Сохранившиеся в «Младшей Эдде» стансы о Хамдире и Сорли и Хедине и Хёгни однозначно определяют как часть Рагнардрапы, в то время как остальные стансы, как правило, лишь подразумевают такую принадлежность.
Часто данную поэму сравнивают с двумя другими, так же описывающими изображения сцен из мифологии: Хусдрапа и Хаустлёнг.